# Cricotopus balteatus
Cricotopus balteatus är en tvåvingeart som först beskrevs av Philippi 1865.  Cricotopus balteatus ingår i släktet Cricotopus och familjen fjädermyggor. Inga underarter finns listade i Catalogue of Life.